# Street Survivors
Street Survivors è il quinto album discografico registrato in studio dal gruppo southern rock statunitense Lynyrd Skynyrd, pubblicato il 17 ottobre 1977.

## Il disco
Il disco è l'ultimo degli Skynyrd registrato dai componenti originali del gruppo, Ronnie Van Zant e Allen Collins, ed è l'unico album in studio registrato dal chitarrista Steve Gaines. Tre giorni dopo la pubblicazione dell'album, il 20 ottobre 1977, l'aereo della band si schiantò in volo durante il viaggio verso Baton Rouge, Louisiana, uccidendo il pilota, il co-pilota, l'assistente all'organizzazione del tour, oltre a Van Zant, Gaines, e la corista Cassie Gaines (sorella maggiore di Steve), e provocando seri danni fisici a chi sopravvisse allo schianto.

### Registrazione
L'album fu inciso due volte, una volta con il produttore Tom Dowd ai Criteria Studios in Florida, e poi nello Studio One di Doraville, Georgia, cinque mesi dopo. Le sessioni ai Doraville furono quelle utilizzate per il materiale della prima stampa originale dell'album. Nel marzo 2008, il disco venne ristampato con versioni alternative della maggior parte delle canzoni. Le differenze sono in gran parte minime, tranne una versione più lunga e lenta di That Smell. Inoltre furono incluse due tracce registrate all'epoca ma non incluse nell'album originale, Georgia Peaches, e Sweet Little Missy, quest'ultima inclusa sia in versione demo che finale, e una versione di Honky Tonk Night Time Man con una take vocale alternativa e autobiografica di Ronnie alla voce, intitolata Jacksonville Kid, ritenuta essere l'ultimo brano da lui cantato in studio.
La canzone One More Time fu all'epoca inserita nell'album originale, presumibilmente dopo lo scarto delle due tracce di cui sopra. Tuttavia, la versione su disco risale al 1971 e proviene da un nastro demo inciso ai Muscle Shoals Studios; non fu re-incisa per l'album, e vede l'apporto di Ed King, Greg Walker e Rickey Medlocke al posto di Steve Gaines, Leon Wilkeson e Artimus Pyle.
Street Survivors fu un disco dove si mise molto in evidenza il chitarrista/cantante Steve Gaines, unitosi alla band solo da un anno dietro raccomandazione di sua sorella Cassie. Pubblicamente e privatamente, Ronnie Van Zant si dichiarò meravigliato dal talento del nuovo membro del gruppo, affermando che presto o tardi la band "avrebbe finito per essere oscurata da lui". Il contributo di Gaines incluse anche un brano da lui scritto prima di unirsi ai Lynyrd Skynyrd, I Know a Little.

### Incidente aereo
Il 20 ottobre 1977, solo tre giorni dopo l'uscita nei negozi di Street Survivors, e cinque concerti del tour in promozione dello stesso, i Lynyrd Skynyrd salirono su un aereo Convair CV-240 per viaggiare da Greenville, dove si erano esibiti al Greenville Memorial Auditorium, fino a Baton Rouge. Sebbene i piloti avessero tentato un atterraggio d'emergenza, il velivolo precipitò al suolo in una zona paludosa nei pressi di McComb (Mississippi). Ronnie Van Zant, Steve Gaines, Cassie Gaines, il road manager Dean Kilpatrick, i piloti Walter McCreary e William Gray perirono tutti nello schianto; gli altri membri del gruppo (Collins, Rossington, Wilkeson, Powell, Pyle, & Hawkins), il tour manager Ron Eckerman, e vari membri dell'entourage della band riportarono tutti ferite più o meno gravi.
Dopo l'incidente, Street Survivors divenne il secondo album della band a diventare disco di platino e raggiunse la posizione numero 5 in classifica negli Stati Uniti. Il singolo What's Your Name raggiunse la tredicesima posizione nel gennaio 1978.

### Copertina
La copertina originale di Street Survivors mostrava una foto dei membri del gruppo, in particolare Steve Gaines, avvolti tra le fiamme. Dopo l'incidente aereo nel quale perirono diversi componenti della band, questa copertina divenne altamente controversa. Come forma di rispetto per le vittime (e su richiesta esplicita di Teresa Gaines, la vedova di Steve), la MCA Records ritirò dai negozi gli LP con la copertina originale sostituendola con un'immagine simile della band su sfondo nero, questa volta senza fiamme. Trent'anni dopo, in occasione della ristampa CD in versione deluxe di Street Survivors, la discussa copertina originale venne reintegrata.

## Tracce
Lato A
1. What's Your Name – 3:30 (Gary Rossington, Ronnie Van Zant)
2. That Smell – 5:48 (Allen Collins, Van Zant)
3. One More Time – 5:03 (Rossington, Van Zant)
4. I Know a Little – 3:26 (Steve Gaines)

Lato B
1. You Got That Right – 3:44 (Gaines, Van Zant)
2. I Never Dreamed – 5:21 (Gaines, Van Zant)
3. Honky Tonk Night Time Man – 3:59 (Merle Haggard)
4. Ain't No Good Life – 4:36 (Gaines)

### Ristampa CD 2001 - Bonus tracks
1. Georgia Peaches (da Legend) – 3:15 (Gaines, Van Zant)
2. Sweet Little Missy (da Legend) – 5:10 (Rossington, Van Zant)
3. You Got That Right (alternate version; previously unreleased) – 3:26 (Gaines, Van Zant)
4. I Never Dreamed (alternate version; previously unreleased) – 4:55 (Gaines, Van Zant)
5. Jacksonville Kid (da Collectybles) – 4:03 (Haggard, Van Zant)

## Formazione
- Ronnie Van Zant – voce
- Allen Collins – chitarra
- Gary Rossington – chitarra
- Billy Powell – tastiera
- Artimus Pyle – batteria
- Leon Wilkeson – basso
- Steve Gaines - chitarra, voce in Ain't No Good Life, You Got That Right.

Cori in That Smell: The Honkettes (Cassie Gaines, Jo Billingsley, Leslie Hawkins). 
Formazione in One More Time: Ronnie Van Zant, voce; Allen Collins, chitarra; Gary Rossington, chitarra; Ed King, chitarra; Greg Walker, basso; Rickey Medlocke, batteria e coro; Tim Smith & Leslie Hawkins, coro.